# گورنگا تسرنوچا
گورنگا تسرنوچا (به صربی: Gornja Crnuća) یک روستا در صربستان است.